# Jordan Galland
Jordan Galland, ameriški glasbenik, filmski režiser in producent, * 2. januar 1980, Farmington, Connecticut, Združene države Amerike.

## Filmografija
- Smile for the Camera (2005)
- Rosencrantz and Guildenstern are undead (2009)
- Alter Egos (2012)